# Bogdan Istru
Bogdan Istru (ur. 13 kwietnia 1914 w Pistruieni-Orhei, zm. 25 marca 1993 w Kiszyniowie) – mołdawski poeta, publicysta i działacz społeczno-polityczny.

## Życiorys
Po 1945 był jednym z ideologów socrealizmu w Mołdawskiej SRR, 1945-1946 i 1955-1958 stał na czele Związku Pisarzy Mołdawskiej SRR. Jego poezja miała cechy symbolizmu przeniesionego na grunt miejscowy i łączyła tematykę buntu społecznego i miejscami ekspresjonistyczną formę z wyraźnie zaznaczonym, lokalnym besarabskim kolorytem. Jest autorem zbiorów Blestem (1937), Moartea vulturui (1938), Scieri (t. 1-2 1971) i Pasărea albastră (1991). Po 1987 odszedł od narzuconych przez ideologię komunistyczną tematów i form literackich.